# All India Trade Union Congress

AITUC:s flagga.

All India Trade Union Congress (Allindiska landsorganisationen) är en facklig organisation i Indien. Den är en av Indiens äldsta centrala fackorganisationer, och har nära band med Communist Party of India.